# 威胁 (游戏)
《威胁》是DMA Design开发、Psygnosis发行的横向卷轴射击游戏。游戏1988年在Amiga平台首发，次年移植到雅达利ST、康懋达64和MS-DOS。
游戏售出20,000份，据报道收益约20,000英镑。